# アリックス (ローヌ県)
アリックス （Alix）は、フランス、オーヴェルニュ＝ローヌ＝アルプ地域圏、ローヌ県のコミューン。

## 地理

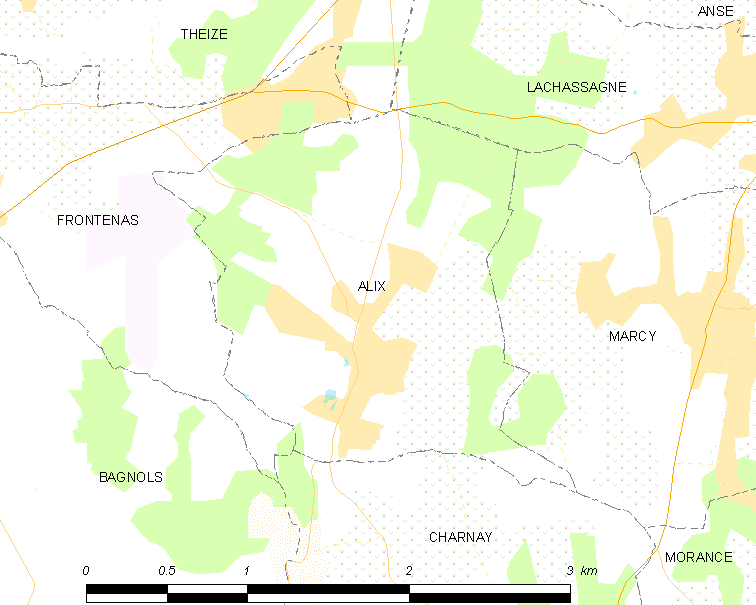
アリックスの位置

ボジョレー地方のこの村は、アンスと7km、ヴィルフランシュ＝シュル＝ソーヌとは12km離れており、リヨンの北西25kmに位置している。

## 歴史
ワイン生産の村には、燧石の工房があった先史時代にまでさかのぼる豊かな歴史がある。
フランス革命以前、アリックスはカトリックの教区ではなく、マルシーの教区に属していたが、サヴィニー修道院傘下の非常に古い小修道院があった。アリックスの高貴な教会参事会員の有名な教会参事会は、その長い歴史の中で、フランソワ1世、アンリ4世、ルイ15世の庇護を受けてきた。1807年、ナポレオンの叔父であるフェッシュ枢機卿の命令に基づき、神学校が建てられた。建物は1914年に軍病院に、その後相次いで養老院に転換された。

## 人口統計
2016年時点のコミューン人口は758人で、2011年時点の人口より6.76%増加した。
| 1962年 | 1968年 | 1975年 | 1982年 | 1990年 | 1999年 | 2006年 | 2016年 |
| ------ | ------ | ------ | ------ | ------ | ------ | ------ | ------ |
| 807    | 891    | 842    | 776    | 665    | 690    | 686    | 758    |

参照元:1962年から1999年までは複数コミューンに住所登録をする者の重複分を除いたもの。それ以降は当該コミューンの人口統計によるもの。1999年までEHESS/Cassini、2006年以降INSEE

## 史跡
- マルゼ城 - かつて同名の領主が所有した。南東と北東の塔を明確に区別できる、重要な遺跡となって残る
- 製粉所 - 15世紀。水門と大きな水かき板のついた車輪のスペースを備えて今もたつ。
- 旧教会参事会の、小修道院付属礼拝堂 - リュスネ産の白い石を用いて1768年に建てられた新古典主義建築の礼拝堂[6]。歴史的記念物[7]
- 教会参事会員の住宅
- コミューンの共同洗濯場は、豊富な水源の澄んだ水を集め、常に使用されている

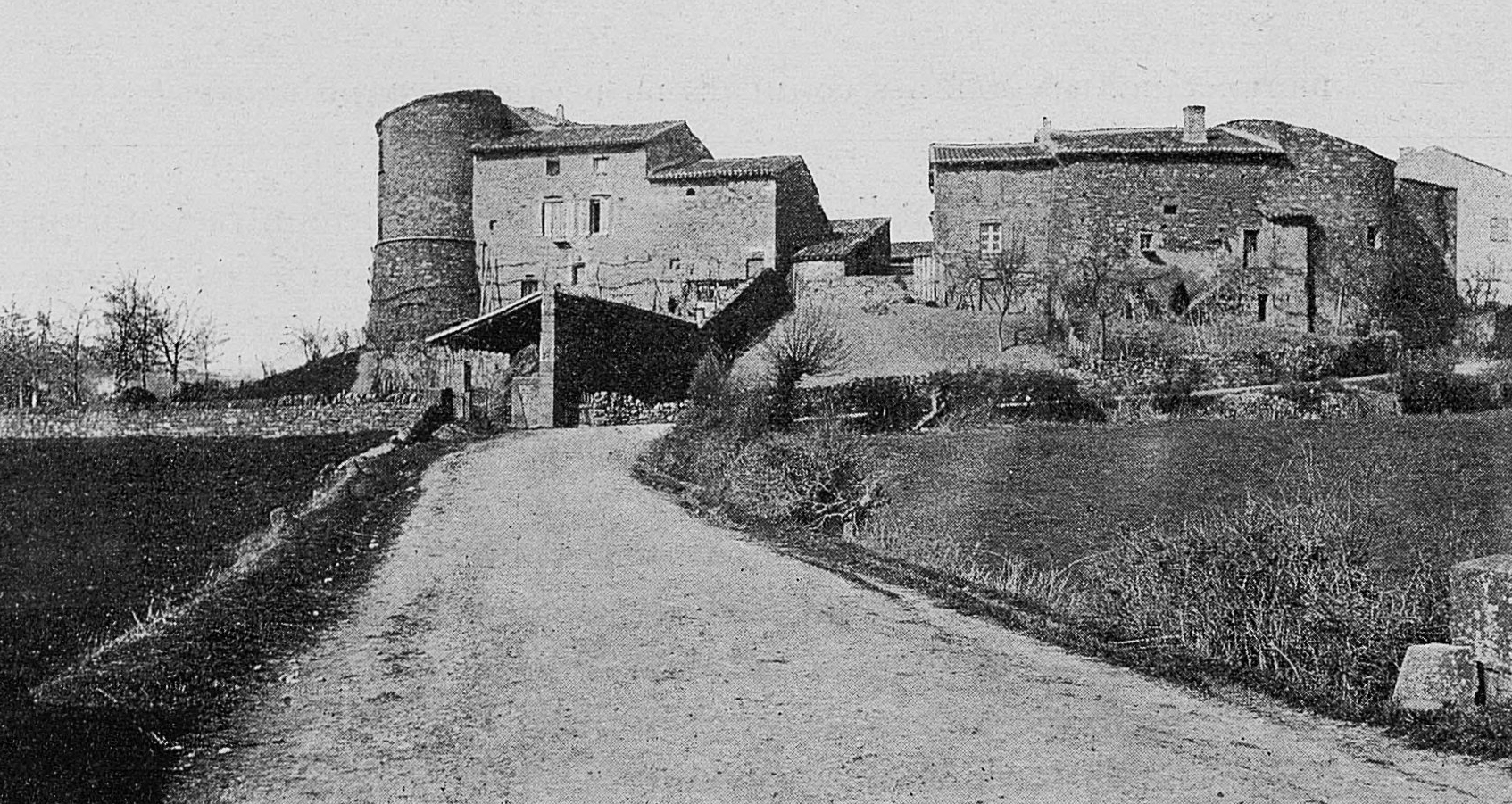
20世紀初頭のマルゼ城
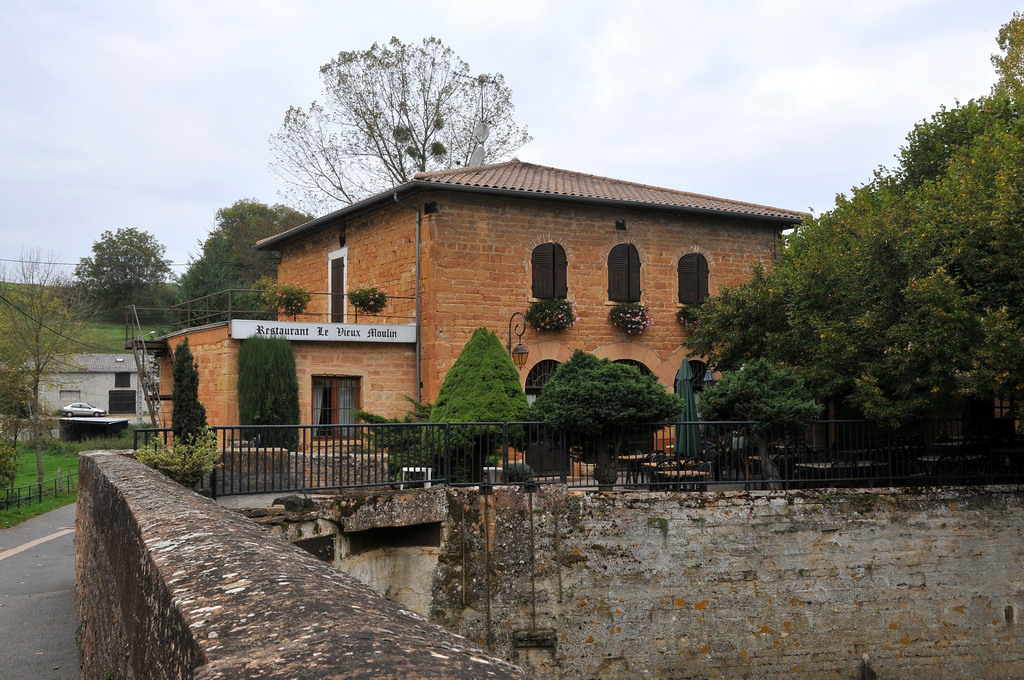
製粉所は現在レストラン建物として利用されている
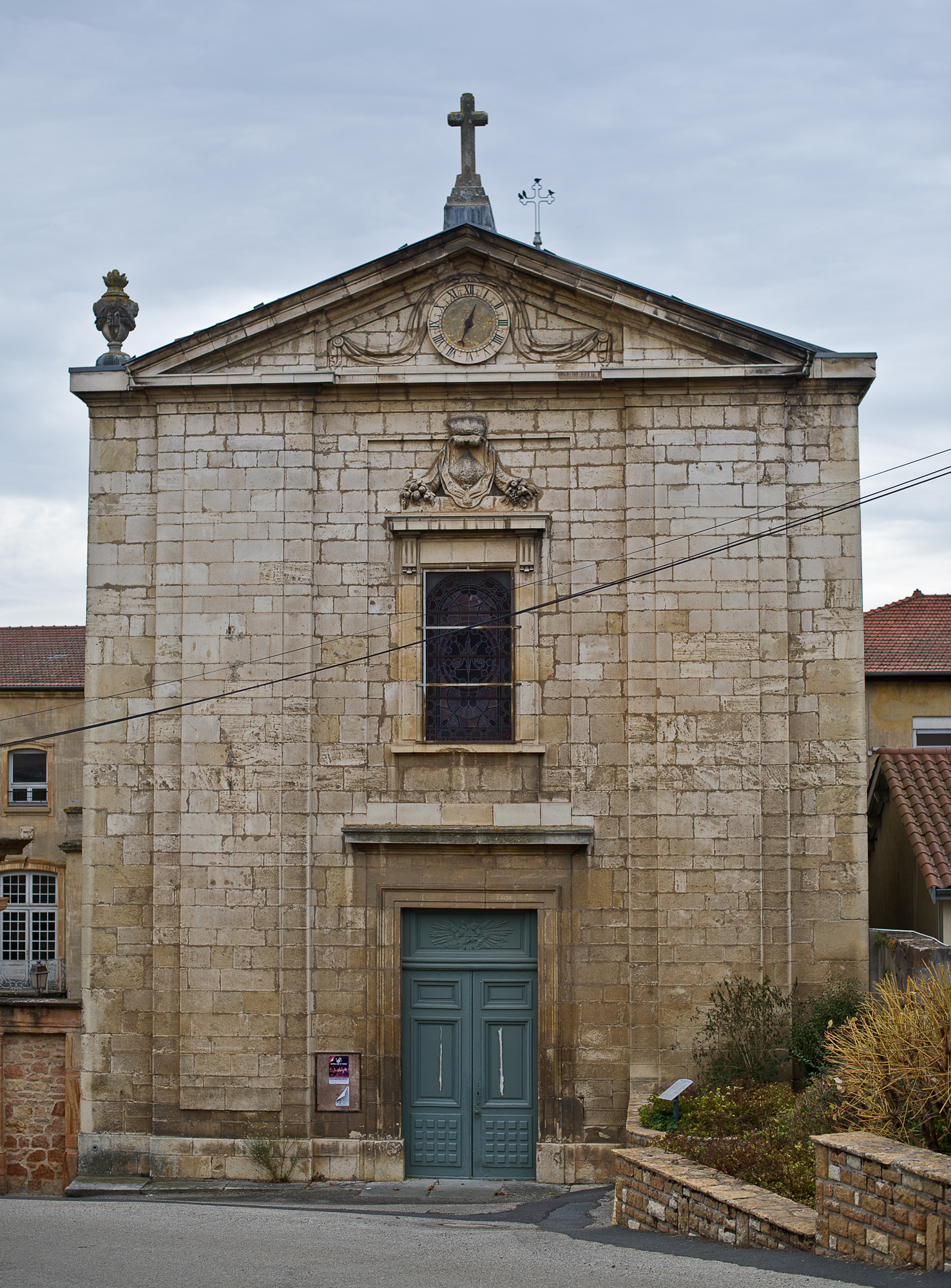
小修道院付属礼拝堂

## ゆかりの人物
- ピエール・フランソワ・ラスネール - 死刑になった有名な犯罪者